# Смиљанско Поље
Смиљанско Поље је насељено мјесто у Лици. Припада граду Госпићу, у Личко-сењској жупанији, Република Хрватска.

## Географија
Смиљанско Поље је удаљено око 6 км сјеверно од Госпића. У близини насеља протјече ријека Лика.

## Историја

### Усташки геноцид у Другом свјетском рату
У Смиљанском Пољу су усташе у Другом свјетском рату, у више наврата, извршиле покољ над Србима. У Павлиновом стану усташе су 3. августа 1941. године заклале и спалиле 70 Срба, а 4. августа 1941. године, усташе су у Дудиној кући заклале и спалиле 18 Срба. У Смиљанском Пољу су усташе и 10. августа 1941. године извршиле геноцид, спаливши живе 32 Срба из засеока Селиште.

## Становништво
Према попису из 1991. године, насеље Смиљанско Поље је имало 262 становника. Према попису становништва из 2001. године, Смиљанско Поље је имало 178 становника. Према попису становништва из 2011. године, насеље Смиљанско Поље је имало 135 становника.
| Демографија | Демографија | Демографија |
| Година      | Становника  | Становника  |
| ----------- | ----------- | ----------- |
| 1961.       | 300         |             |
| 1971.       | 334         |             |
| 1981.       | 290         |             |
| 1991.       | 262         |             |
| 2001.       | 178         |             |
| 2011.       |             | 135         |

## Попис 1991.
На попису становништва 1991. године, насељено место Смиљанско Поље је имало 262 становника, следећег националног састава:
| Попис 1991.‍  | Попис 1991.‍  | Попис 1991.‍ | Попис 1991.‍ | Попис 1991.‍ |
| ------------ | ------------ | ----------- | ----------- | ----------- |
|              |              |             |             |             |
| Хрвати       | Хрвати       |             | 249         | 95,03%      |
| Срби         | Срби         |             | 6           | 2,29%       |
| Муслимани    | Муслимани    |             | 2           | 0,76%       |
| неопредељени | неопредељени |             | 5           | 1,90%       |
| укупно: 262  |              |             |             |             |